# 玉野宏昌
玉野 宏昌（たまの ひろまさ、1978年6月1日 - ）は、兵庫県神戸市北区出身の元プロ野球選手（内野手、外野手）。

## 来歴

### プロ入り前
1978年6月1日、3人兄弟の長男として神戸市で生まれる。
神戸市立星和台中学校3年生の時に阪神・淡路大震災を神戸市の自宅で3人兄弟とともに被災している。神戸弘陵高進学後は、野球部に所属し1年生からショートのレギュラーであった。2年生ではバッティングも開花し高校3年生の夏の兵庫大会では、準決勝で報徳学園を7対2で下したが、決勝では尼崎北高校に5対2で敗れ準優勝に終わる。高校時代の同級生山井大介は中日でもチームメイトであり、高校時代の1年後輩に元西武ライオンズの佐藤友紀がいる。
1996年度ドラフト会議にて西武ライオンズから1位指名を受けて入団。

### プロ入り後
1996年オフにFAで読売ジャイアンツへ移籍した清原和博の背番号3番を背負ったが、トニー・フェルナンデスの加入もあって、3年で背番号33に変更となった。
1999年は出場6試合に留まる。
2000年は、開幕直後に二塁手としてスタメン出場、4月6日に藪田安彦からプロ初本塁打、4月9日には4安打3打点の活躍を見せる。しかし、疲労と故障から長続きせず、それ以降も一軍に定着できなかった。
2002年にはマクレーンの故障で三塁手としてスタメン出場するチャンスが巡ってきたが、連続エラーで棒に振った。二軍で三塁を守って1試合4失策したこともある。現役生活の後半では外野手として出場することもあった。
2004年のオフ、正津英志、宮越徹両投手との交換トレードで大友進とともに中日ドラゴンズへ移籍。一軍の試合に出場することなく2005年オフに戦力外通告を受け、現役を引退。

### 引退後
佐川急便でトラックドライバー、紙関係を取り扱う「ニッセイロールペーパー」での営業を経て、2018年2月にソニー生命保険新宿ライフプランナーセンター第8支社へ転職。

## 詳細情報

### 年度別打撃成績
| 年 度     | 球 団     | 試 合 | 打 席 | 打 数 | 得 点 | 安 打 | 二 塁 打 | 三 塁 打 | 本 塁 打 | 塁 打 | 打 点 | 盗 塁 | 盗 塁 死 | 犠 打 | 犠 飛 | 四 球 | 敬 遠 | 死 球 | 三 振 | 併 殺 打 | 打 率 | 出 塁 率 | 長 打 率 | O P S |
| --------- | --------- | ----- | ----- | ----- | ----- | ----- | -------- | -------- | -------- | ----- | ----- | ----- | -------- | ----- | ----- | ----- | ----- | ----- | ----- | -------- | ----- | -------- | -------- | ----- |
| 1999      | 西武      | 6     | 17    | 17    | 1     | 3     | 0        | 0        | 0        | 3     | 2     | 0     | 0        | 0     | 0     | 0     | 0     | 0     | 3     | 1        | .176  | .176     | .176     | .353  |
| 2000      | 西武      | 69    | 172   | 158   | 14    | 33    | 6        | 0        | 2        | 45    | 13    | 2     | 0        | 6     | 0     | 8     | 0     | 0     | 35    | 4        | .209  | .247     | .285     | .532  |
| 2001      | 西武      | 35    | 79    | 71    | 6     | 16    | 1        | 0        | 2        | 23    | 9     | 0     | 0        | 1     | 0     | 6     | 0     | 1     | 11    | 0        | .225  | .295     | .324     | .619  |
| 2002      | 西武      | 2     | 3     | 3     | 0     | 0     | 0        | 0        | 0        | 0     | 0     | 0     | 0        | 0     | 0     | 0     | 0     | 0     | 1     | 0        | .000  | .000     | .000     | .000  |
| 2004      | 西武      | 11    | 12    | 11    | 1     | 2     | 1        | 0        | 0        | 3     | 2     | 0     | 0        | 0     | 1     | 0     | 0     | 0     | 3     | 0        | .182  | .167     | .273     | .439  |
| 通算：5年 | 通算：5年 | 123   | 283   | 260   | 22    | 54    | 8        | 0        | 4        | 74    | 26    | 2     | 0        | 7     | 1     | 14    | 0     | 1     | 53    | 5        | .208  | .250     | .285     | .535  |

### 記録
- 初出場・初先発出場：1999年6月6日、対千葉ロッテマリーンズ12回戦（西武ドーム）、7番・三塁手として先発出場
- 初安打：1999年6月8日、対オリックス・ブルーウェーブ10回戦（グリーンスタジアム神戸）、4回表に星野伸之から中前安打
- 初打点：1999年9月30日、対千葉ロッテマリーンズ27回戦（千葉マリンスタジアム）、4回表に薮田安彦から中前2点適時打
- 初本塁打：2000年4月6日、対千葉ロッテマリーンズ3回戦（千葉マリンスタジアム）、4回表に薮田安彦から左越ソロ
- 初盗塁：2000年4月26日、対大阪近鉄バファローズ4回戦（西武ドーム）、4回裏に二盗（投手：前川勝彦、捕手：的山哲也）

### 背番号
- 3 （1997年 - 1999年）
- 33 （2000年 - 2004年）
- 39 （2005年）